# 輪状甲状筋
輪状甲状筋（りんじょうこうじょうきん）とは、内喉頭筋の一つで輪状軟骨に起始し、鼻唇溝、上口唇の皮膚に付着し甲状軟骨に停止する平滑筋。迷走神経の枝である上喉頭神経に支配される。別名、前筋。
内喉頭筋の中で唯一反回神経支配でない。
声帯ヒダを伸ばして、緊張させ、声を高くする。